# 民族派学生組織
民族派学生組織（みんぞくはがくせいそしき）では、特に日本における民族派学生組織について述べる。全学連（日共系、反日共系）や全共闘等の左翼学生によって席捲されていた1960年代の大学において、これらに対抗すべく結成された右派学生組織。
既成の右翼運動と主張が似ている点も多かったが、当時は「右翼」と言えば暴力団のシノギのことを指すように考える人も多かったので、これらと明確に区別すべく彼らは自らを「民族派」と呼んだ。
しかし、現在は、ほとんどの既成右翼団体が自らを｢右翼民族派｣と称している。

## 概要
戦後の冷戦構造の中で、反共を主な主張として掲げてきた既成の右翼運動と一線を画し、戦後世界の構造を米ソによる世界分割支配体制（＝YP体制）として批判した（反YP論）。｢反YP論」の内容はセクト毎に若干違っていたが、核防条約（現在でいう核拡散防止条約）に対しては、｢米ソによる核エネルギー独占を許さない｣として挙って反対運動に結集した。また、西田幾多郎等の京都学派哲学の研究なども盛んに行われ、近代超克の視点等で既成右翼よりかなり理論深化されている。
民族派学生運動の運動のスタイルは、左翼の学生運動とほぼ同じであり、クラスオルグ、下宿オルグ、ビラ撒き、ステ貼りを展開し、スクラムを組んでジグザグデモも行い、機動隊と衝突した。彼らは当初は武装した左翼学生と素手で渡り合っていたが、負傷者が多かったためやがて武装するようになる。この際のスタイルも左翼学生とほぼ同じでヘルメットを被り顔はタオルで覆面し、軍手に竹ざおや鉄パイプを持った。

## 主な団体
1960年代に結成された主な民族派学生組織、およびそれから派生した団体には以下のようなものがある。
- 日本学生同盟（日学同）：1966年（昭和41年）、左翼セクトに支配された早稲田大学の｢正常化｣を目指してつくられた「早稲田学生連盟」が中心になり、昭和42年に結成（初代委員長は齋藤英俊）された。社会人組織にはOBらが中心になって結成した三島由紀夫研究会、重遠社等がある。
- 全国学生自治体連絡協議会（全国学協）：左翼セクトの学園支配に対抗して1967年（昭和42年）に結成された長崎大学学生協議会の運動が全国に広がり、1968年（昭和43年）に結成された（初代委員長は鈴木邦男）。全国学協に協力連携する学内サークルの連合体として全日本学生文化会議がある。1973年（昭和48年）に分裂し、これを機に反憲法学生委員会全国連合（反憲学連）が新たに結成されている。OBによって結成された日本青年協議会（青協）という社会人組織がある。

ほかに旧民社党系の日本民主社会主義学生同盟（民社学同）、生長の家青年会の学生組織生長の家学生会全国総連合（生学連）、早稲田大学から始まった日本学生会議（ジャスコ、JApan Student COnference）等がある。

## 民族派組織 - その後の対立と交流
現在、民族派学生組織の活動は総じて低調だが、鈴木邦男・衛藤晟一・井脇ノブ子・椛島有三（以上、全国学協）、古賀俊昭・宮崎正弘（以上、日学同）、住田良能・石川水穂（以上、民社学同）、四宮正貴・伊藤哲夫（以上、生学連）など多くのOBが活動している。過去のいさかいを水に流し、協力共闘関係にある活動家も多い。
個々の民族派学生組織同士の関係についての概要を以下に示す。

### 全国学協と日学同
全国学協と日学同は当初友好協力関係にあり、一時は民族派全学連（結成準備委員長犬塚博英）の結成まで準備されていたが、長崎大学学生協議会による自治会選挙の勝利を自らのセクトの功績であるかのように日学同が機関紙で報じた頃から次第に関係は悪化した。
三島憲法裁判闘争では、裁判所の周辺で、除名した森田必勝の遺影を日学同が掲げたため、｢売名行為はやめろ!｣と学協側が殴りかかり、乱闘事件にまで発展している。学協にも森田の知己は多かった。
21世紀初頭現在の社会人運動においては、日学同や全国学協出身の政治家や政治活動家の多くが協力関係にあり、過去を蒸し返すような行為はほとんど見られない。特に日学同出身の地方議員は数も多く活動も活発である。

### 全国学協と生学連
全国学協の結成にも協力し一定の役割を果した生学連は、全国学協並びにその後結成された反憲学連（全国学協の後継組織の一つとされる）と昭和50年代まで連携・共闘関係にあった。
｢生長の家｣教団自身が1980年代に愛国路線から完全に手を引いているため、関係を一切有しない（ただし、一部の生学連OBは生長の家の組織を離脱し、青協と合流・共闘している）。

### 九州学生会議と学協
かつて、九州の大学には九州学生会議という武闘派で有名な民族派学生組織があった。この九州学生会議は九州学協と共闘関係にあったが、九州学生会議OBらでつくる黎明社と学協OBらでつくる青協は共闘関係にある。

### 反憲学連と全国学協（撃攘派）
反憲法学生委員会全国連合（反憲学連）と学協（全国学生自治体連絡協議会中央執行部。機関紙が『撃攘』であったため、『撃攘』派とも呼ばれた）は元々全国学協という一つの組織であった。しかし、1973年（昭和48年）に深刻な路線対立によって組織は分裂、その後はお互いが自らを全国学協の正統な継承組織であると主張し、対立関係にあった。
双方が衝突した最後の事件の記録は、1987年（昭和62年）8月である。これは昭和天皇の初めての沖縄訪問が予定されており、実現すれば昭和天皇は日本全県を訪問したことになるはずであった。斯かる状況の下、長崎大学反憲法学生委員会 （長大反憲学連。長大学協の反主流派）は、天皇の沖縄訪問を機に本土と沖縄の国民的連帯を回復すべきであると主張し、長崎大学で「天皇陛下沖縄行幸奉迎推進学生総決起集会」を開催した。一方、長崎大学学生協議会（椛島が立ち上げた従来からの長大学協。以降、分裂前の学協と区別するため「学協『撃攘』派」と記す）のメンバー約30名は、集会終了後に抗議に現れ、「沖縄は日本ではないから天皇が行く必要はない」と主張した。
学協『撃攘』派の主張の背景には、次のような事情があった。沖縄は、日本の中央から距離が遠いため、中央政府の政治的な支配が及びにくく、長く琉球王朝がこの地を支配していた。そのうえ沖縄は第二次世界大戦で唯一地上戦を体験し、大きな惨禍を蒙ったため、県民と本土の人々との間には少なからぬ溝が存在すると信じられていた。このため、「琉球（沖縄）は日本ではない」「琉球（沖縄）は日本から独立すべき」という主張が、新左翼各派（革マル派を除く）などによって公然と主張されていたのである（琉球弧人民解放論）。長大学協『撃攘』派の主張もこれとほぼ同趣旨であった（機関紙『撃攘』では、「同民族異文化間の問題」と少し慎重な表現が使われているが、長崎大学学生の主張は、それに比べてかなり大雑把であった）。
これに対し反憲学連側は、「琉球方言は日本語以外のいかなる言語にも分類できず、沖縄には東北地方の方言と同じく王朝時代の日本語が多く残されている」「沖縄の宗教も日本の古神道の形を残している」という点を挙げ、沖縄も日本の一部であると反論した。そして「沖縄県民の多くは日本からの独立など望んでいない」、「明治国家の成立の際に、天皇は単に大和民族の象徴ではなく、アイヌ・沖縄も含めた近代国家としての日本の象徴（元首）と再定義された」と主張し、学協『撃攘』派の主張を「祖国分断策動」と批判した。結局この闘いは痛み分けだったようだが、学協『撃攘』派側には軽傷者が出ている。
この闘争後、昭和天皇は体調不良のため沖縄訪問を急遽中止した。しかし反憲学連は沖縄へ代表を派遣し、県下7000世帯への家庭訪問を実施、代わりに訪問した当時の皇太子（明仁親王）の奉迎活動を成功させている
平成に入ってからは、反憲学連、学協『撃攘』派双方ともその活動、存在が確認されていない。
全国学協分裂時の第二代学協中央委員長、吉田良二（北海道大学出身。2005年8月死去）の葬儀には、学協OBや一水会、対立関係にあった青協の関係者も数多く参列した。

### 一水会と日学同
鈴木邦男（元全国学協委員長）を会長として結成された青年組織が一水会である。一水会には平成の初期に学生部も設けられた。
鈴木邦男はその著書『新右翼ー民族派の歴史と現在』(彩流社）等で、日学同が森田必勝を除名した話に幾度も触れ、「当時を知る活動家は憂国忌には参加しない」と日学同を厳しく批判していた。しかし、三浦重周（重遠社代表）の自決後は、鈴木は日学同批判をしていない。
日学同をやめた活動家が、一水会へ入会した例が見沢知廉ほか数例ある。

### 一水会と日本学生会議
日本学生会議は、反核防闘争（核拡散防止条約批准反対運動）を担った主要組織で、別名「民族派の赤軍」と呼ばれるラディカルな活動を展開し、他の民族派とは異なり全共闘への共感も隠すことなく、早稲田支部は早稲田大学全共闘に民族派として参加していた。
日本学生会議で活動していた山浦嘉久は、しばしば一水会の勉強会へも呼ばれており交流はあるが、日本学生会議の機関紙編集長だった牛嶋徳太朗は一水会リーダーの鈴木邦男を強く批判しており、旧東方会の機関誌を正式に再刊し、主催する『東大陸』誌においても激しい鈴木邦男批判が展開されている。

### 一水会と青協
1970年代後半、青協は、神社本庁（元号法制化実現国民会議。のちの日本会議の前身の一つ）などとともに｢元号法制化｣運動に取り組んだ。日本の敗戦後、旧皇室典範の失効によって元号には法的根拠が極めて薄弱（元号に関する条文が一切なくなった）になっていたからである。
この「元号法制化」運動に対し、一水会は、その機関紙『レコンキスタ』で反対の論陣を張った。｢天皇から形式的な御聴許しか得ないで政府が元号を決めるような法律は要らない｣というのである。
しかし、青協側は、機関誌『祖国と青年』などで｢元号に法的根拠を与えることこそ喫緊の課題｣とし、｢たとえ幕府や自民党が案をつくったものであっても、それが天皇の聴許を得て天皇の名の下に出されれば天皇の元号である｣と主張した。そして、地方議会による元号法制化促進決議等の運動を強力に推進したのである（約1600議会で議決）。
1979年（昭和54年）6月、社共との激しい攻防（単なる定義法とし使用強制規定は定めない）を経て国会で元号法が成立。昭和天皇崩御の後の御代がわりの際には「平成」の新元号が滞りなく定められた。
この事件後、一水会と青協には目立った対立も交流も確認することができない。

### 一水会と統一戦線義勇軍
統一戦線義勇軍は一水会の青年組織的位置づけで結成され、議長は現・一水会代表の木村三浩が就いていた。しかし、針谷大輔の議長就任以降は直接的な交流は薄くなっている。